# Pasawahan Anyar
Pasawahan Anyar is een bestuurslaag in het regentschap Purwakarta van de provincie West-Java, Indonesië. Pasawahan Anyar telt 1637 inwoners (volkstelling 2010).